# Jugozapad
Jugozapad je jedna od sporednih strana svijeta. Nalazi se između juga i zapada, a suprotno od sjeveroistoka.
Označava se s 225°.